# Bergholtz
Bergholtz je občina v departmaju Haut-Rhin francoske regije Alzacija.
Leta 2008 je v občini živelo 1.068 oseb oz. 252 oseb/km².